# Nuno Leitão da Cunha
Nuno Leitão da Cunha foi um dos integrantes da frota portuguesa que participou do descobrimento do Brasil. Na expedição, comandava a caravela Anunciada. Pouco se sabe sobre suas origens. Na volta a Portugal, foi almoxarife do Armazém das armas.